# Flaga obwodu amurskiego
Flaga obwodu amurskiego (NHR:3888) - ustanowiona została 26 kwietnia 1999 r. Dolna część (1/3 szerokości flagi) ma kolor niebieski, górna zaś czerwony. Oddziela je srebrny falisty pas, o szerokości 1/15 szerokości flagi, symbolizujący falę rzeczną. Czerwona barwa górnej części ma symbolizować bogatą historię regionu oraz pracę i zbrojne czyny jego mieszkańców. Stosunek szerokości flagi do jej długości wynosi 2:3.